# ČD 393 sorozat
A ČD 393 sorozat egy cseh kétáramnemű, illetve kiegészítő dízelmotorral is felszerelt Siemens Vectron AC DPM típusú villanymozdony sorozat. A járművek a Cseh Vasúti Hatóság által kiállított hatósági engedéllyel rendelkeznek. Jelenleg a Česke Dráhy Cargo (VKM: ČDC) üzemelteti a korábban már beszerzett, tisztán elektromos ČD 383 sorozatú járművek mellett.

## Megrendelés
A cseh ČD Cargo vasúttársaság 2021 decemberében pályázatot írt ki két olyan Siemens Vectron típusú mozdonyra, mely kiegészítő dízel segédmotorral van felszerelve.
A vasúttársaság elősorban Németországi, illetve Ausztriai közlekedésre szánta a mozdonyokat, de a járművek Csehországban, Szlovákiában és hazánkban is alkalmasak a közlekedésre.
A két mozdony 2023 elején készült el, 2023. március 2-án szállították őket Csehországba, Českě Budějovicébe. Csehországban a mozdonyok a ČD 393 sorozatjelet kapták, a típust azonban már 2017 októberében engedélyezték a cseh hatóságok a csehországi közlekedésre.

## Kiegészítő dízelmotor
A járművek egy 180 kW-os dízelmotorral rendelkeznek, mellyel maximum 30 km/h sebességgel közlekedhetnek olyan helyeken is, ahol nincsen felsővezeték. Ez praktikus rendező-, illetve előkészítő pályaudvarokon.
A mozdony a Siemens X4 moduláris platformjára épült, erre építették be a DPM (Diesel Power Module) modult.

## A járművek közlekedése
A járművek Ausztria és Csehország között közlekednek, itt továbbítják az Ausztriából Břeclávba tartó tehervonatokat. A mozdonyok oldalán az orr résznél látható zászlók is ezt jelzik.
A járművek csehországi telephelye a Česke Budejovicei SOKV.

## Fordítás
- Ez a szócikk részben vagy egészben  a   Lokomotiva 393 című cseh Wikipédia-szócikk ezen változatának fordításán alapul.  Az eredeti cikk szerkesztőit annak laptörténete sorolja fel. Ez a jelzés csupán a megfogalmazás eredetét és a szerzői jogokat jelzi, nem szolgál a cikkben szereplő információk forrásmegjelöléseként.